# Garberia
Garberia é um género botânico pertencente à família Asteraceae.